# トゥーペロの戦い
トゥーペロの戦い（トゥーペロのたたかい、英:Battle of Tupelo）は、南北戦争のアトランタ方面作戦に平行してミシシッピ州北部のテューペロで行われた戦闘であり、北軍が南軍に勝利することでアトランタに接近していたウィリアム・シャーマン軍の供給線が確保された。

## 背景
1864年6月10日のブライス交差点の戦いで南軍が勝利した後で、ジョージア州にいるシャーマン軍の供給線が次第に脆弱なものになっていた。ミシシッピ州やテネシー州を管理していたカドワラダー・ウォッシュバーン少将はアンドリュー・J・スミス少将の指揮する第16軍団右翼を派遣して南軍のネイサン・ベッドフォード・フォレスト少将の指揮する騎兵隊に対処させようとした。

## 戦闘
スミスは1864年7月11日に北部ミシシッピに到着した。フォレストは6,000名の部隊を擁して近くに居たが、その上官であるスティーブン・D・リー少将からは援軍が到着するまで攻撃しないよう命令を受けていた。翌日リーが2,000名の援軍を連れて到着した。スミスはその時いた陣地からトゥーペロ方面に後退した。フォレストはスミスの動きを撤退と考えたが、スミスはトゥーペロで鉄道を破壊するつもりだった。7月13日の夜、スミスはトゥーペロの西1マイル (1.6 km) の放棄された町、ハリスバーグ近くに胸壁を建設した。7月14日早朝、リーは北軍前線に強襲を命じた。リーはジョセフ・A・モーワー将軍の北軍右翼を攻撃し、一方フォレストはデイビッド・ムーア大佐とベンジャミン・グリアソン将軍が指揮する北軍左翼を襲った。朝の間、リーとフォレストは防御を施した北軍陣地に対して何度も協調の取れていない攻撃を行ったが、フォレストは後に難攻不落だったと主張した。
夜の間にスミスはハリスバーグの廃墟に火をつけたが、炎がその前線を照らし出した。フォレストは黒人旅団が守る北軍左翼に対して大胆な夜襲を掛け、黒人旅団は強力に守ってフォレストを撃退した。7月15日、スミス軍は北に動き始めた。フォレストはスミスの後衛を攻撃したが、再度撃退され足を負傷した。数日後スミスは出発点のテネシー州ラグランジェに戻った。

## 結果
スミスはフォレスト軍を破壊しなかったことで批判され、急いで戦場を離れたが、事実北軍は伝説の人フォレストに対して戦術的敗北を負わせていた。シャーマンの供給線は南軍の襲撃から守られた。スミスはこの作戦の主要目的を果たしたが、フォレストの騎兵隊はまだ戦える戦力として全体が残っていた。
この戦闘は1929年に設立されたトゥーペロ国立戦場史跡として記念されている。